# George Corral
George Ulises Corral Ang (ur. 18 lipca 1990 w Ecatepec de Morelos) – meksykański piłkarz występujący na pozycji prawego obrońcy lub defensywnego pomocnika, reprezentant Meksyku.

## Kariera klubowa
Corral pochodzi z rodziny o tradycjach piłkarskich – jego młodsza siostra Charlyn Corral jest piłkarką, wieloletnią podporą reprezentacji Meksyku kobiet. Jest wychowankiem akademii juniorskiej zespołu Club América ze stołecznego miasta Meksyk, do którego pierwszej drużyny został włączony jako osiemnastolatek przez argentyńskiego szkoleniowca Ramóna Díaza i w meksykańskiej Primera División zadebiutował 8 lutego 2009 w przegranym 1:3 spotkaniu z Pachucą. Przez cały swój trzyletni pobyt w Américe pełnił jednak wyłącznie rolę rezerwowego, sporadycznie pojawiając się na boisku i występował niemal wyłącznie w drugoligowych i trzecioligowych rezerwach – odpowiednio Socio Águila i América Coapa. W styczniu 2012 udał się na wypożyczenie do niżej notowanego Jaguares de Chiapas z siedzibą w Tuxtla Gutiérrez, gdzie spędził półtora roku bez większych sukcesów, jednak miał niepodważalne miejsce na boku obrony i był wyróżniającym się piłkarzem w ekipie.
Latem 2013 Corral przeniósł się do zespołu Querétaro FC, który wykupił licencję jego dotychczasowego klubu – Jaguares. Tam również z miejsca został kluczowym zawodnikiem linii defensywy, w wiosennym sezonie Clausura 2015 zdobywając z nią tytuł wicemistrza kraju. Podczas jesiennych rozgrywek Apertura 2016 wygrał natomiast z ekipą prowadzoną przez Víctora Manuela Vuceticha puchar Meksyku – Copa MX.

## Kariera reprezentacyjna
W seniorskiej reprezentacji Meksyku Corral zadebiutował za kadencji selekcjonera Miguela Herrery, 15 kwietnia 2015 w przegranym 0:2 meczu towarzyskim z USA. Został tym samym pierwszym od dwudziestu trzech lat zawodnikiem Querétaro, który został powołany do kadry narodowej (ostatnim był Sergio Almaguer). W tym samym roku znalazł się w składzie rezerwowej reprezentacji na rozgrywany w Chile turniej Copa América, gdzie jednak nie rozegrał ani jednego spotkania, pełniąc wyłącznie rolę alternatywnego obrońcy, zaś Meksykanie odpadli wówczas z rozgrywek już w fazie grupowej.

## Statystyki kariery

### Klubowe
| América 3a    | 2007–2008 | Meksyk | Tercera División | 4   | 1 | — | — | —   | — | — | 4   | 1 |
| América Coapa | 2007–2008 | Meksyk | Segunda División | 28  | 2 | — | — | —   | — | — | 28  | 2 |
| América Coapa | 2009–2010 | Meksyk | Segunda División | 2   | 0 | — | — | —   | — | — | 2   | 0 |
| Socio Águila  | 2007–2008 | Meksyk | Ascenso MX       | 3   | 0 | — | — | —   | — | — | 3   | 0 |
| Socio Águila  | 2008–2009 | Meksyk | Ascenso MX       | 20  | 1 | — | — | —   | — | — | 20  | 1 |
| Club América  | 2008–2009 | Meksyk | Liga MX          | 1   | 0 | — | — | —   | — | — | 1   | 0 |
| Club América  | 2009–2010 | Meksyk | Liga MX          | 0   | 0 | — | — | —   | — | — | 0   | 0 |
| Club América  | 2010–2011 | Meksyk | Liga MX          | 2   | 0 | — | — | —   | — | — | 2   | 0 |
| Club América  | 2011–2012 | Meksyk | Liga MX          | 9   | 0 | — | — | —   | — | — | 9   | 0 |
| Chiapas       | 2011–2012 | Meksyk | Liga MX          | 15  | 0 | — | — | —   | — | — | 15  | 0 |
| Chiapas       | 2012–2013 | Meksyk | Liga MX          | 34  | 0 | 1 | 0 | —   | — | — | 35  | 0 |
| Querétaro     | 2013–2014 | Meksyk | Liga MX          | 33  | 0 | 3 | 1 | —   | — | — | 36  | 1 |
| Querétaro     | 2014–2015 | Meksyk | Liga MX          | 36  | 0 | 5 | 0 | —   | — | — | 41  | 0 |
| Querétaro     | 2015–2016 | Meksyk | Liga MX          | 29  | 0 | — | — | LMC | 5 | 0 | 34  | 0 |
| Querétaro     | 2016–2017 | Meksyk | Liga MX          | 0   | 0 | — | — | —   | — | — | 0   | 0 |
| Ogółem        | Ogółem    | Ogółem | Ogółem           | 216 | 4 | 9 | 1 | LMC | 5 | 0 | 230 | 5 |

- LMC – Liga Mistrzów CONCACAF

### Reprezentacyjne
| Meksyk | Meksyk | 2015   | 3 | 0 | — | — | — | — | — | 3 | 0 |
| Ogółem | Ogółem | Ogółem | 3 | 0 | — | — | — | — | — | 3 | 0 |